# San Carlos (Pangasinan)
San Carlos (bik. Ciudad nin San Carlos, ilo. Ciudad ya San Carlos, tag. Lungsod ng San Carlos) – miasto na Filipinach w prowincji Pangasinan, w zachodniej części wyspy Luzon, w pobliżu zatoki Lingayen. Około 205 tys. mieszkańców (2020). Miasto, pierwotnie znane jako Binalatongan, otrzymało swoją obecną nazwę w latach 60. XVIII wieku, dla uczczenia króla Hiszpanii, Karola III.